# Voorwerk aan de Asschatterkade

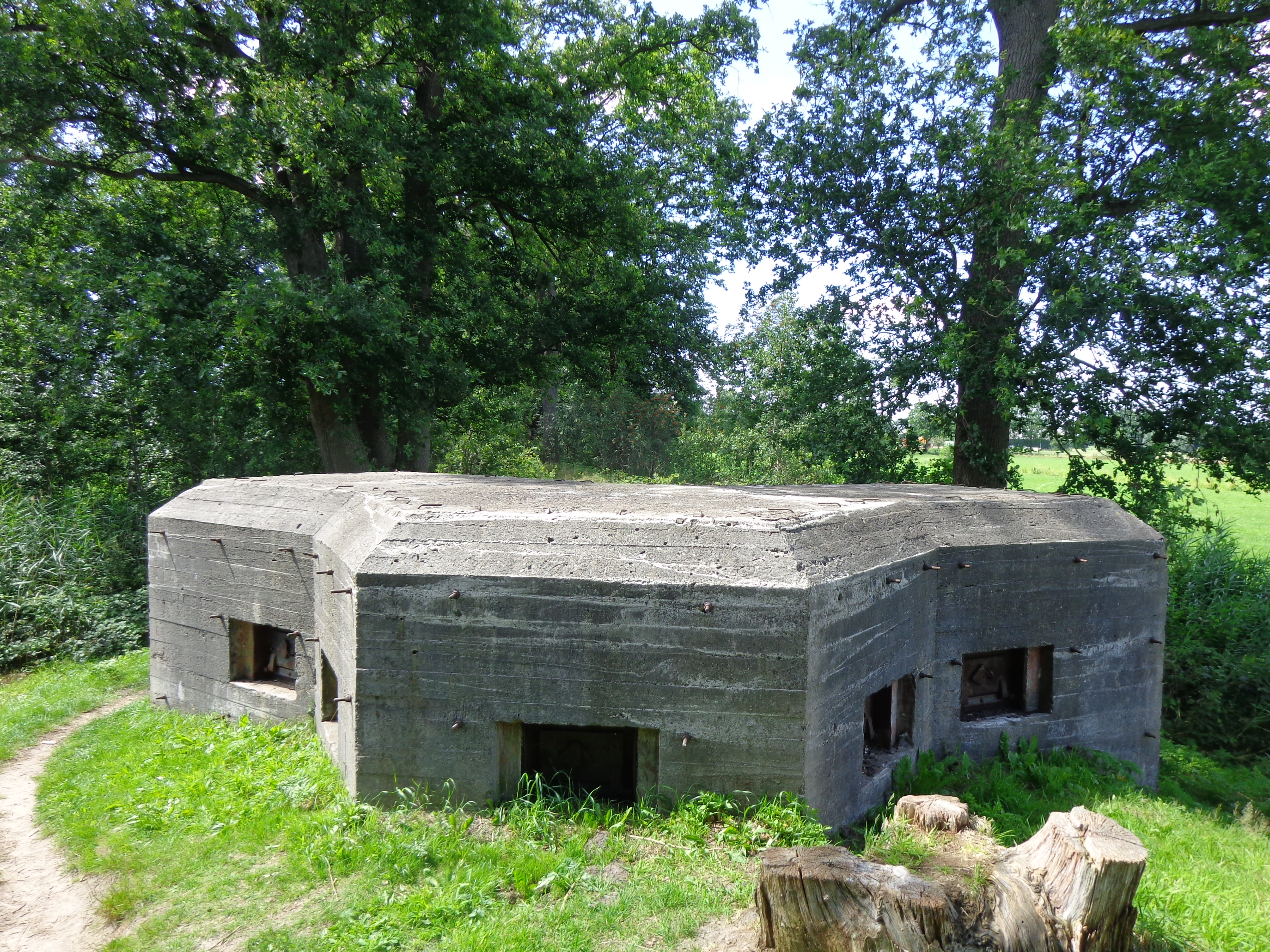
S7 kazemat in de Asschatterkade

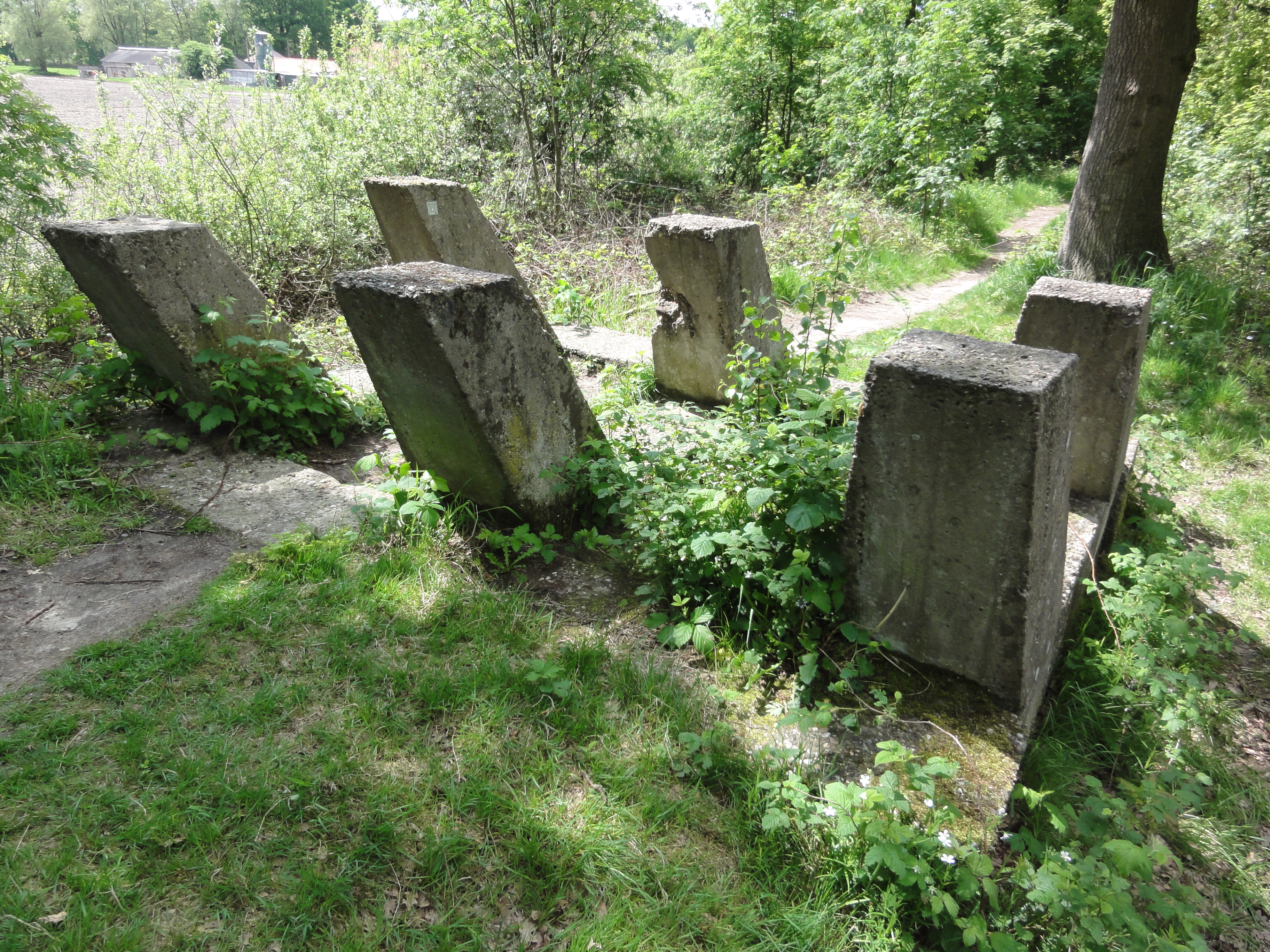
Tankversperring

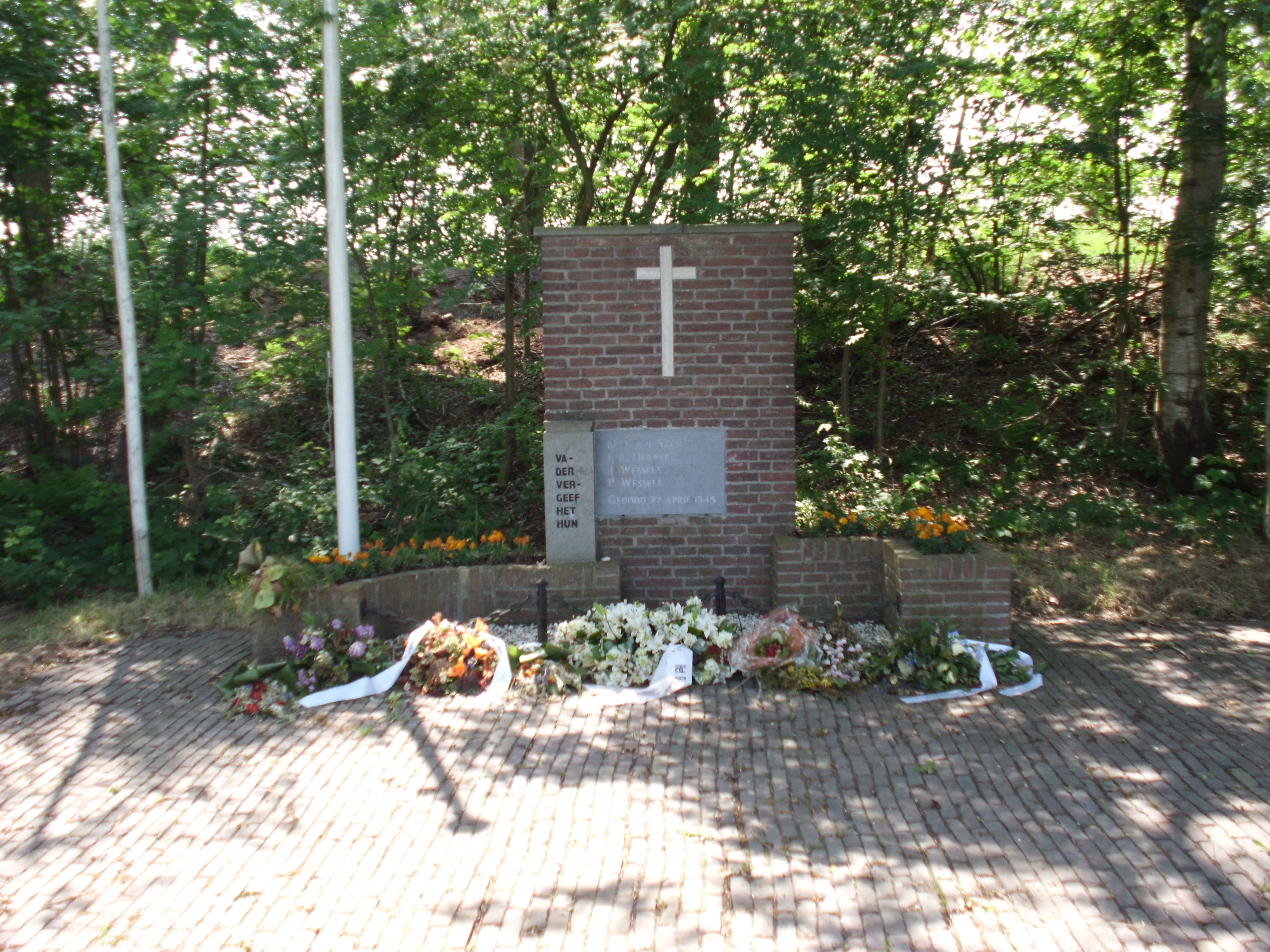
Oorlogsmonument

Voorwerk aan de Asschatterkade is een aarden vestingwerk van de Grebbelinie bij Leusden in de provincie Utrecht. Asschat is in deze gemeente een buurtschap en de naamgever van de kade en het voorwerk. Het werd in 1799 aangelegd ter verdediging van het acces over de Asschatterkade. Het verdedigingswerk heeft de vorm van een hoornwerk, een courtine tussen twee halve bastions.

## Geschiedenis

### Aanleg
In 1745 werd de Asschatterkade aangelegd. De keerkade had als taak het wegvloeien van water naar lager gelegen gebied in oorlogstijd te voorkomen. In de kade kwam een damsluis die gesloten werd als de inundatie van het gebied ten oosten van de Grebbelinie noodzakelijk was. De kade diende als komkering tussen de 5e of Asschatterkom en de 6e of Voetpadkom. Bij de damsluis kwam een stenen toren, waar de balken voor het sluiten van de damsluis in de Moorsterbeek werden bewaard. In 1793 werden hierbij versterkingen aangelegd, waaronder opstelplaatsen voor kanonnen en een wachthuis. Van de Post van Asschat is niets meer terug te vinden, behalve een verbreding van de dijk bij de keerkade.
In de tijd van de Bataafse Republiek in 1799 werd het Voorwerk aan de Asschatterkade aangelegd. De Fransen zagen het nut van de Grebbelinie in en zetten de werkzaamheden van de Nederlanders voort. Het werk heeft de vorm van een hoornwerk; een aarden hoofdwal dwars op de Asschatterkade, met aan weerszijden halve bastions. De vijand die over de weg het werk vanuit het oosten naderde kon van beide kanten onder vuur worden genomen, zo bleven ze in het schootsveld van de verdedigers liggen en de weg bood geen rugdekking. 
Het was een belangrijke voorpost. Het ligt aan de Asschatterkade op ongeveer 1000 meter ten oosten van de Liniedijk bij Leusden. Het had als taken de vijand de toegang over de Asschatterkade en de Asschatterweg te beletten en om de damsluis te beschermen.
Voor het werk werden grachten gegraven die gevuld werden met water als extra verdedigingsmiddel. Het zand uit de grachten werd gebruikt voor de aanleg van de wallen. De grootste lengte is 250 meter in de breedte is zo’n 40 meter.
Tegen het einde van de Franse bezetting was de linie in belang afgenomen. Aan onderhoud werd weinig meer gedaan.

### Tweede Wereldoorlog
Het werk werd opgenomen in de plannen van de Nederlandse verdediging in 1939-1940. Het werd onderdeel van de Grebbelinie. Er kwamen diverse betonnen kazematten, in het werk en langs de keerkade. Op het werk kwamen vier S3 kazematten en langs de kade nog eens drie S3 kazematten, een S7 kazemat en een flankerende kazemat type B. 
De inundaties waren geslaagd maar omdat het voorwerk voor de linie lag en dus kwetsbaarder werd het versterkt met een antitankversperring en een mijnenveld. De commandant was kapitein van Zalingen en zijn soldaten van de 16e regiment infanterie maakten loopgraven voor de verdediging met mitrailleurs.
Tijdens de meidagen van 1940 kregen de Duitse soldaten de Zandbrinkermolen in handen. Met dit uitzichtpunt op zo'n 600 meter van het voorwerk kon men de artillerie van informatie voorzien. Het werk kwam onder vuur te liggen. Op 13 mei werd de molen door Nederlandse soldaten in brand gestoken waarna de artillerie aanvallen verminderden. De Nederlandse artillerie kwam ook in actie hetgeen de verdediging hielp. In de nacht van 13 op 14 mei trok de bezetting zich terug op de Nieuwe Hollandse Waterlinie.
Op 27 april 1945 werden vier mannen in de directe omgeving van het vestingwerk gefusilleerd. Ter nagedachtenis staat langs de kade een monument.

## Huidige situatie
Op 14 december 2011 is de herstelde Asschatterkeerkade officieel geopend. De geschiedenis van de Asschatterkade is weer zichtbaar gemaakt door het herstel van de loopgraven en restauratie van de kazematten. Verder zijn er coupuremuren geplaatst met aan de zijkanten zandzakken van beton. De hele kade is toegankelijk voor wandelaars en de geschiedenis is te beluisteren via een smarttelefoon door middel van een QR-route. 

## Trivia
- De Asschatterkade wordt ook vermeld als Asschatterdijk of Asschatterkeerkade.
- Het voorwerk wordt ook aangeduid als werk of voorpost.